# Noruega en los Juegos Olímpicos de Innsbruck 1964
Noruega estuvo representada en los Juegos Olímpicos de Innsbruck 1964 por un total de 58 deportistas que compitieron en 9 deportes.  
El portador de la bandera en la ceremonia de apertura fue el patinador de velocidad Knut Johannesen.

## Medallistas
El equipo olímpico noruego obtuvo las siguientes medallas:
| Nombre            | Deporte               | Competición        |
| ----------------- | --------------------- | ------------------ |
| Oro               |                       |                    |
| Tormod Knutsen    | Combinada nórdica     | Individual M       |
| Knut Johannesen   | Patinaje de velocidad | 5000 m M           |
| Toralf Engan      | Saltos en esquí       | Trampolín largo M  |
| Plata             |                       |                    |
| Harald Grønningen | Esquí de fondo        | 15 km M            |
| Harald Grønningen | Esquí de fondo        | 30 km M            |
| Alv Gjestvang     | Patinaje de velocidad | 500 m M            |
| Per Ivar Moe      | Patinaje de velocidad | 5000 m M           |
| Fred Anton Maier  | Patinaje de velocidad | 10 000 m M         |
| Toralf Engan      | Saltos en esquí       | Trampolín normal M |
| Bronce            |                       |                    |
| Olav Jordet       | Biatlón               | 20 km M            |
| Villy Haugen      | Patinaje de velocidad | 1500 m M           |
| Fred Anton Maier  | Patinaje de velocidad | 5000 m M           |
| Knut Johannesen   | Patinaje de velocidad | 10 000 m M         |
| Torgeir Brandtzæg | Saltos en esquí       | Trampolín normal M |
| Torgeir Brandtzæg | Saltos en esquí       | Trampolín largo M  |